# McClenty Hunter
McClenty Douglas Hunter Jr. (* um 1985 in Detroit) ist ein US-amerikanischer Jazzmusiker (Schlagzeug) des Modern Jazz.

## Leben und Wirken
Hunter wuchs in Columbia (Maryland) auf, wo er im Alter von zwölf Jahren in seiner Gemeinde als Schlagzeuger begann. Darin Atwater, der Leiter der dortigen Kirchenmusik, wurde sein Mentor und ließ ihn auch in seiner Soulful Symphony spielen. Er studierte ab 2005 mit Stipendium an der Howard University in Washington, D.C. bei Grady Tate, das er mit dem Bachelor Musikpädagogik abschloss. 2007 erwarb er den  Masterabschluss in Jazzstudien an der Juilliard School of Music, wo er bei Carl Allen studiert hatte.
Bereits während seiner New Yorker Studienzeit gehörte Hunter dem Trio von Eric Reed an, zu hören auf dessen für den Grammy nominierten Album The Dancing Monk (2011). Ab 2012 tourte er drei Jahre mit Kenny Garrett (Pushing the World Away, Grammynominierung 2013) und fünf Jahre mit Dave Stryker (Messin with Mr. T, 2015). 2018 erschien sein Debütalbum The Groove Hunter. Außerdem leitet er das KIPP Academy String and Rhythm Orchestra. Hunter spielte zudem mit Lou Donaldson, Cedar Walton, Buster Williams, Curtis Fuller, Les McCann, Wycliffe Gordon, Peter Bernstein, Eric Alexander, Mike LeDonne und Paul Bollenback. Er wirkte des Weiteren bei Plattenaufnahmen von Jim Snidero (Interface, 2011), Javon Jackson (Live at Smoke: Expression, 2013), Noah Haidu und Dave Stryker (Baker’s Circle, 2021, Groove Street, 2024) mit. Im Bereich des Jazz war er zwischen 2001 und 2019 an 37 Aufnahmesessions beteiligt.

## Diskographische Hinweise
- The Groove Hunter (Strikezone Records 2018, mit Eric Reed oder Christian Sands, Corcoran Holt oder Eric Wheeler sowie Eddie Henderson, Donald Harrison, Stacy Dillard, Dave Stryker)